# Ewelina Daniło
Ewelina Zofia Daniło (ur. 8 czerwca 1976 w Cieplicach Śląskich) – polska biathlonistka, medalistka mistrzostw Polski, reprezentantka Polski.

## Życiorys
Była zawodniczką MKS Karkonosze Jelenia Góra.
Reprezentowała Polskę na mistrzostwach świata juniorów w 1995 (68 m. w biegu indywidualnym, 12 m. w biegu drużynowym i 13 m. w sztafecie) i 1996 (52 m. w biegu indywidualnym, 59 m. w sprincie, 7 m. w biegu drużynowym i 11 m. w sztafecie) oraz mistrzostwach Europy juniorów w 1995 (18 m. w biegu indywidualnym, 20 m. w sprincie, 5 m. w sztafecie) oraz 1996 (47 m. w biegu indywidualnym, 45 m. w sprincie i 11 m. w sztafecie).
W 1995 została wicemistrzynią Polski juniorek w biegu indywidualnym i w sprincie, w 1996 wicemistrzynią Polski w biegu drużynowym i w sztafecie oraz brązową medalistką w biegu indywidualnym i sprincie. W mistrzostwach Polski seniorów w 1998 zdobyła dwa brązowe medale: w sztafecie i biegu drużynowym. W 1994 została wicemistrzynią Polski w biathlonie letnim w sztafecie, w 1995 mistrzynią Polski w biathlonie letnim w biegu indywidualnym.
Założyła Uczniowski Klub Sportowy „Krokus” przy Szkole Podstawowej nr 1 w Piechowicach i jest trenerem biathlonu.
W 2005 została Brązowym Krzyżem Zasługi.